# Лапин, Александр Альбертович
Александр Альбертович Лапин (16 декабря 1920 — 6 сентября 1998) — учёный в области прикладной механики, разработчик инерциальных навигационных систем для ракетно-космической техники, доктор технических наук, профессор, лауреат Ленинской премии в области науки и техники (1976).

## Биография
Александр Альбертович Лапин родился в 1920 г., сын репрессированного комкора А. Я. Лапина.
Выпускник МВТУ им. Н. Э. Баумана 1947 г. Специалист в области точной механики и инерциальной навигации. Заместитель главного конструктора ракетных гироскопических систем академика В. И. Кузнецова. С 1972 г. — начальник конструкторского отделения НИИ Прикладной Механики им. В. И. Кузнецова Минобщемаша (бывшего НИИ-944), сменил в этой должности Н. В. Маркичева.
А. А. Лапиным впервые в практике отечественного гироскопического приборостроения рассмотрены задачи механики гироскопических командных приборов как системы упругих тел, деформирующихся при воздействии внешних факторов. При непосредственном участии А. А. Лапина и под его руководством был решен целый ряд важных проблем, связанных с влиянием нежесткости конструкций гироприборов на точностные характеристики систем управления ракетами. К их числу относятся:
- систематическое исследование жесткостных параметров гироскопических командных приборов
- исследование механизма нестабильности выходных характеристик чувствительных элементов
- разработка методов наземных испытаний
- разработка прецизионных методов измерения информации.

Результаты теоретических и практических расчетов и исследований, проведенных при участии А. А. Лапина, широко использованы при разработке и испытании систем управления ряда ракет. А. А. Лапин принимал непосредственное участие и впоследствии руководил разработками и испытаниями комплексов командных приборов и чувствительных элементов для советских межконтинентальных баллистических ракет Р-7, Р-9, Р-11, Р-12, Р-16 и др., а также для космических программ Восток, Восход, Союз, Буран, Вега и др. Награждён многочисленными орденами и медалями, лауреат Ленинской премии 1976 г. Доктор технических наук, профессор. Соавтор нескольких изобретений.

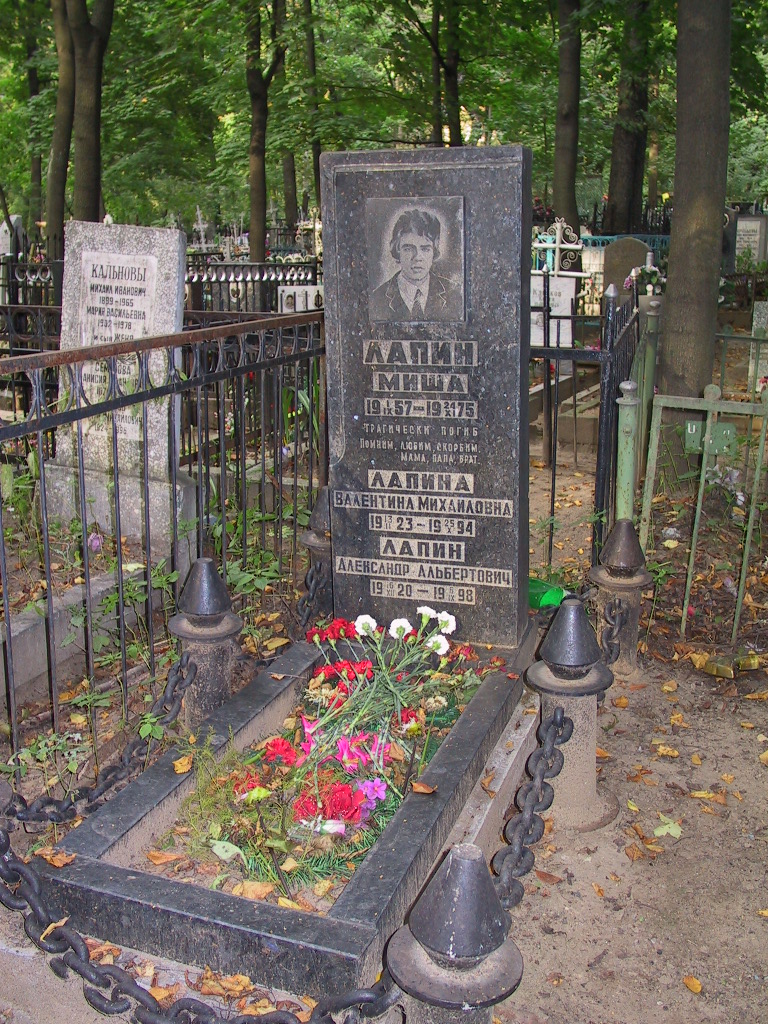
Могила семьи Лапиных на Преображенском кладбище г. Москвы

Заведующий кафедрой «Гироскопические системы» в филиале приборостроительного факультета МВТУ «Авиамоторная». Под научным руководством А. А. Лапина было подготовлено несколько докторов и несколько десятков кандидатов наук по различным аспектам прикладной механики, автоматики и электроники на предприятиях космической отрасли и в ВУЗах различных городов и республик СССР.
Скончался 6 сентября 1998 г. в Москве. Похоронен вместе с женой и сыном на Преображенском кладбище Москвы.